# 유영 (임강민왕)
임강민왕 유영(臨江閔王 劉榮, ? ~ 기원전 148년)은 중국 전한의 황족 · 제후왕으로, 임강왕이다. 전한 경제와 율희의 맏아들로 태자였으나 폐위되어 왕이 되었고, 금령을 어겨 자결했다. 어머니의 성과 직위를 따 율태자(栗太子)라고도 한다.

## 생애
경제 전4년(기원전 153년) 4월 기사일에 태자가 되었다. 고모 관도장공주는 딸을 태자에게 시집 보내려 했고, 어머니 율희는 관도장공주가 경제에게 미인을 소개해서 자신의 총애를 빼앗아가는 것을 질투해 평소에 관도장공주를 미워했으므로 이를 거부했다. 관도장공주는 경제에게 부지런히 율희의 나쁜 말을 하였고, 경제는 점차 율희를 싫어하게 되었다. 또 경제는 율희에게 자신이 죽은 후 율희 소생이 아닌 다른 아들들도 잘 돌봐 달라고 했으나 율희는 대답을 거부했고, 경제의 미움과 분노는 더욱 커졌다. 결국 경제는 관도장공주가 밀어 주는 왕부인의 아들을 태자로 삼게 되니, 유영은 경제 전7년(기원전 151년) 겨울 태자에서 폐위되어 임강왕이 되었다.
임강민왕 3년(기원전 148년), 종묘의 영역을 침범하여 궁궐을 지은 죄로 경제에게 소환되었다. 이때 강릉성 북문에서 길의 신에게 제사를 드리고 길을 떠나는데 수레가 망가져 못 쓰게 되었다. 이를 본 부로들이 울며 말했다. “우리 왕께서는 돌아오시지 못하겠구나!” 유영은 서울에 이르러 중위부로 가서 심문을 받았는데, 중위 질도가 매우 엄하게 꾸짖자 두려워하여 자결했다. 이때 경제에게 사죄하는 글을 올리려 했으나 질도가 도필을 내어주지 않았고, 위기후 두영이 몰래 주니 이것으로 글을 황제에게 올리고 자결했다. 남전(藍田)에 장례를 치렀는데 제비 수만 마리가 흙을 물어다 무덤 위에 두었고 백성들도 그를 불쌍히 여겼다. 아들이 없으므로 봉국은 폐지되어 남군으로 되돌렸다.

## 가계
- 전한 경제 = 율희
  - 임강민왕 유영
  - 하간헌왕 유덕
  - 임강애왕 유알우